# Nagy gyökérrágólepke
A nagy gyökérrágólepke (Hepialus humuli) a valódi lepkék alrendjébe tartozó gyökérrágó lepkefélék (Hepialidae) családjának egyik, a Kárpát-medencében is előforduló, bár meglehetősen ritka faja.

## Elterjedése
Észak- és Közép-európától Nyugat-Ázsiáig él. A Kárpát-medence a faj elterjedési területének nyugati határán fekszik. Ennek megfelelően a régióban ritka; kevés helyről került elő.

## Megjelenése
Nagy termetű molylepke; szárnyának fesztávolsága 36–64 mm – a jelentős különbség oka, hogy a nőstények jóval nagyobbak a hímeknél. Színezetük is eltérő: a hímek szárnyai (az elülső és a hátulsó is) ezüstös fehérek, mintázat nélkül. A nőstény első pár szárnya agyagsárga, világospiros rajzolattal.

## Életmódja
Két év alatt fejlődik ki úgy, hogy a hernyó telel át a tápnövény gyökerében vagy gyöktörzsében (rizómában). A hernyó főként a nedves talajt kedveli, ahol a főleg a komló, ritkábban a sárgarépa, a lósóska, a fejes saláta vagy a burgonya gyökerébe rágja be magát. A régebbi magyar irodalomban kártevőnek minősítették, de ritkasága miatt gyakorlati jelentősége nincs.